# Радакович, Петар
Пе́тар Рада́кович (сербохорв. Петар Радаковић / Petar Radaković; 22 февраля 1937, Риека — 1 ноября 1966, там же) — югославский футболист, полузащитник. Один из лучших футболистов «Риеки» всех времён. Игрок сборной Югославии.

## Клубная карьера
Радакович начал играть в футбол за клуб из своего родного города «Риека» в 1952 году. Он стал игроком первой команды в возрасте 17 лет и дебютировал в её составе 13 августа 1954 года в матче кубка Югославии против клуба «Локомотива» (5:1), отметившись забитым мячом. За следующие 5 лет клуб сумел подняться из Третьей лиги Югославии в Первую. В 1959 году «Риека» впервые в истории вышла в полуфинал кубка Югославии, где проиграла со счётом 2:0 белградской «Црвене звезде». Начиная с сезона 1960/1961, трижды признавался лучшим правым полузащитником в Югославии, а в 1962 году был признан лучшим спортсменом Риеки.
Радакович играл на правом фланге и выделялся отличной техникой, дриблингом, организацией игры, а также был хорошим бомбардиром. Признаётся многими одним из лучших игроков в истории «Риеки».
В составе этого клуба он провёл 208 матчей в национальном чемпионате, в которых забил 27 голов. В общей сложности выходил на поле в 408 играх и забил 68 голов. Радакович стал первым игроком национальной сборной в истории «Риеки», а также первым игроком, выступившим на чемпионате мира по футболу. Кроме того, он стал рекордсменом по самому быстрому забитому голу в истории клуба, сумев отличиться уже через три секунды после начала матча.

## Карьера в сборной
С 1959 по 1961 год вызывался в сборную Югославии до 21 года и вторую сборную Югославии.
18 июня 1961 года дебютировал за Югославию в матче против Марокко (3:2). В 1962 году Радакович вошёл в состав сборной на чемпионат мира в Чили. Начиная со второго матча группового этапа против Уругвая (3:1), стал игроком стартового состава и выходил на поле во всех оставшихся матчах, заняв вместе со сборной 4 место в турнире. В четвертьфинале против ФРГ отличился забитым мячом на 85-й минуте, ставшим единственным в матче. Эта победа стала для югославов первой в истории над ФРГ в рамках чемпионатов мира. Последний раз сыграл за сборную Югославии 27 сентября 1964 года в товарищеском матче против Австрии (2:3). За 3 года в составе национальной сборной Радакович сыграл 19 матчей и забил 3 мяча.

## Матчи и голы за сборную
| №  | Дата             | Соперник         | Счёт | Голы Радаковича | Турнир                   |
| 1  | 18 июня 1961     | Марокко          | 3:2  | —               | Товарищеский матч        |
| 2  | 8 октября 1961   | Республика Корея | 5:1  | 1               | Отборочные матчи ЧМ-1962 |
| 3  | 19 ноября 1961   | Австрия          | 2:1  | —               | Товарищеский матч        |
| 4  | 26 ноября 1961   | Республика Корея | 3:1  | —               | Отборочные матчи ЧМ-1962 |
| 5  | 29 ноября 1961   | Япония           | 1:0  | —               | Товарищеский матч        |
| 6  | 2 декабря 1961   | Гонконг          | 2:1  | —               | Товарищеский матч        |
| 7  | 7 декабря 1961   | Индонезия        | 5:1  | 1               | Товарищеский матч        |
| 8  | 14 декабря 1961  | Израиль          | 2:0  | —               | Товарищеский матч        |
| 9  | 16 мая 1962      | ГДР              | 3:1  | —               | Товарищеский матч        |
| 10 | 2 июня 1962      | Уругвай          | 3:1  | —               | Чемпионат мира 1962      |
| 11 | 7 июня 1962      | Колумбия         | 5:0  | —               | Чемпионат мира 1962      |
| 12 | 10 июня 1962     | ФРГ              | 1:0  | 1               | Чемпионат мира 1962      |
| 13 | 13 июня 1962     | Чехословакия     | 1:3  | —               | Чемпионат мира 1962      |
| 14 | 16 июня 1962     | Чили             | 0:1  | —               | Чемпионат мира 1962      |
| 15 | 14 октября 1962  | Венгрия          | 0:0  | —               | Товарищеский матч        |
| 16 | 4 ноября 1962    | Бельгия          | 3:2  | —               | Отборочные матчи ЧЕ-1964 |
| 17 | 6 октября 1963   | Венгрия          | 2:0  | —               | Товарищеский матч        |
| 18 | 3 ноября 1963    | Чехословакия     | 2:0  | —               | Товарищеский матч        |
| 19 | 27 сентября 1964 | Австрия          | 2:3  | —               | Товарищеский матч        |

Итого: 19 матчей / 3 гола; 16 побед, 1 ничья, 3 поражения.

## Смерть
Весной 1963 года у Радаковича впервые начались проблемы с сердцем во время десятидневного тура по ФРГ. Два года спустя, во время весенней части чемпионата, по рекомендации врачей он решил сделать перерыв в карьере. Через три месяца вернулся на поле в последней игре сезона против «Црвены звезды». Однако возвращение оказалось преждевременным, после матча игроку пришлось пройти интенсивное лечение, обследования и терапию. В следующий раз он вернулся на поле только через год в первом матче сезона 1966/1967 против «Железничара». Первые два матча нового сезона прошли без происшествий, однако в третьем против «Хайдука» у Радаковича снова начались проблемы с сердцем, и он попросил замену всего через 25 минут матча. Несмотря на то, что врачи рекомендовали завершить карьеру, Петар продолжал тренироваться, желая и дальше играть в футбол.
1 ноября 1966 года Радакович умер от сердечного приступа во время тренировки. Похоронен на Трсатском кладбище 2 ноября 1966 года, на его похороны пришло 15 000 человек.

## Память
В память о Петаре Радаковиче с 1969 года проводится мемориальный турнир «Перо Радакович», в котором ежегодно соревнуются 4 молодёжных команды «Риеки». Кроме того, с момента своего основания в 1972 году, молодёжная академия клуба носит имя футболиста. В мае 2012 года фанаты «Риеки» установили фреску возле стадиона «Кантрида» в его честь.